# Lanece Clarke
Lanece Clarke, född 4 november 1987, är en friidrottare från Bahamas. Hon deltog vid olympiska sommarspelen 2016.